# Base de lancement de Wenchang
La base de lancement de Wenchang est la quatrième base de lancement d'engins spatiaux de la république populaire de Chine. Elle est entrée en fonction le 25 juin 2016 avec le  lancement du premier exemplaire du lanceur moyen Longue Marche 7.
Elle est située à proximité de la ville de Wenchang sur la côte nord-est de l’île de Haïnan. Utilisé jusque-là pour le tir de fusées-sondes, le site a été sélectionné en premier lieu pour sa faible latitude : situé sur le 19e parallèle nord, sa proximité avec l’équateur permet d’augmenter de manière importante la masse des charges utiles placées sur une orbite géostationnaire.
La base est conçue à l'origine pour permettre le tir des nouveaux lanceurs chinois apparus dans les années 2010. Deux complexes de lancement ont été créés : l'un permettant le tir des lanceurs de moyenne puissance Longue Marche 7 et 7A, et l'autre celui du lanceur lourd Longue Marche 5 (charge utile de 25 tonnes en orbite basse). Ce lanceur joue un rôle central dans la réalisation du programme spatial habité en permettant la construction et l'exploitation inhabitée de la Station Spatiale Chinoise, et l'envoi de sondes spatiales dans le système solaire.
La rapide croissance du nombre de lanceurs chinois au cours de la décennies 2020 entraine la construction de nouveaux complexes de lancement. Le Centre de lancement commercial de Hainan, dont la construction a débuté en juillet 2022, doit comprendre quatre nouveaux pas de tir, dont deux sont dédiés aux lanceurs à ergols liquides et deux aux lanceurs à ergols solides. Enfin, les travaux ont débuté[Quand ?] pour la construction des ensembles de lancement des fusées géantes Longue Marche 9 et Longue Marche 10.

## Situation géographique
La base de lancement de Wenchang est située près de la ville du même nom, sur la péninsule de Tonggu Jiao à l'extrémité nord-est de l'île de Hainan. Cette dernière, qui bénéficie d'un climat tropical et dispose de belles plages, est surtout connue pour être une destination touristique prisée des chinois. Elle est située au large des côtes du Sud de la Chine dont elle est séparée par le détroit de Qiongzhou. Les installations techniques et les complexes de lancement de la base se trouvent le long de la côte. Sur le plan administratif, elles font partie de Longlou, environ 20 km au nord-est du centre de Wenchang.

## Historique
Les spécialistes chinois des lanceurs de satellite étudient dès les années 1970 l'implantation d'une base dans l'île de Hainan afin de pouvoir bénéficier de l'effet de fronde généré par la proximité relative de l'équateur. Mais les dirigeants chinois repoussent ce projet car le site leur semble trop vulnérable à une attaque des États-Unis ou de l'Union soviétique qui maintiennent à cette époque une forte présence militaire dans la mer de Chine méridionale. Dans les années 1980 la fin de la guerre froide et l'amélioration des relations avec les pays voisins permettent la réactivation du projet. Un centre de lancement de fusées-sondes est édifié dans le nord est de l'île. Cinq vols suborbitaux sont effectués à compter de 1988. Une étude pour l'implantation d'une base de lancement de satellites est réalisée en 1994 et les conclusions sont soumises au Conseil d’État en 1996. Les responsables de l'île de Haïnan mais également les industriels impliqués dans la construction des lanceurs, qui trouvent que la base de lancement de Xichang est trop excentrée, militent pour la construction de cette base. Après avoir étudié plusieurs sites d'implantation dans l'île de Hainan celui de Wenchang situé sur la côte au nord est retenu. Les études de faisabilité et le plan de la base sont achevés en 2005. Le Conseil d’État et la Commission Centrale Militaire donnent leur accord en aout 2007.
La base a été conçue pour accueillir les lanceurs de nouvelle génération récemment développés : les fusées Longue Marche 7, 7A et 8, de moyenne puissance dont les différentes versions assureront l'essentiel des satellisations, et le lanceur lourd Longue Marche 5 chargé de lancer certains gros satellites, les modules de la Station Spatiale Chinoise, ainsi que les sondes spatiales. Située près de l'équateur, la base assurera les lancements de satellites de télécommunications circulant en orbite géostationnaire. À terme, une fois les nouveaux lanceurs rodés, elle doit reprendre en partie le rôle de la base de lancement de Xichang, dont elle dépend administrativement. Les premiers travaux débutent en novembre 2008 mais ne sont rendus officiels qu'en novembre 2009 et ils s'achèvent officiellement en novembre 2014 mais la mise au point des nouveaux lanceurs pour lesquels elle est conçue ont pris du retard. Le premier lancement a lieu le 25 juin 2016,.
La construction d'un nouveau complexe de lancement débute en 2022 à l'initiative notamment de la province de Hainan qui compte utiliser la base de lancement comme un moyen d'attirer des entreprises de haute technologique et d'augmenter ses recettes touristiques. Le nouveau complexe, baptisé Centre de lancement commercial de Hainan, comprend quatre pas de tir qui seront utilisés par les lanceurs à ergols liquides et à propergol solide développés au cours des dernières années. Ces installations doivent être inaugurées en 2024.

## Installations

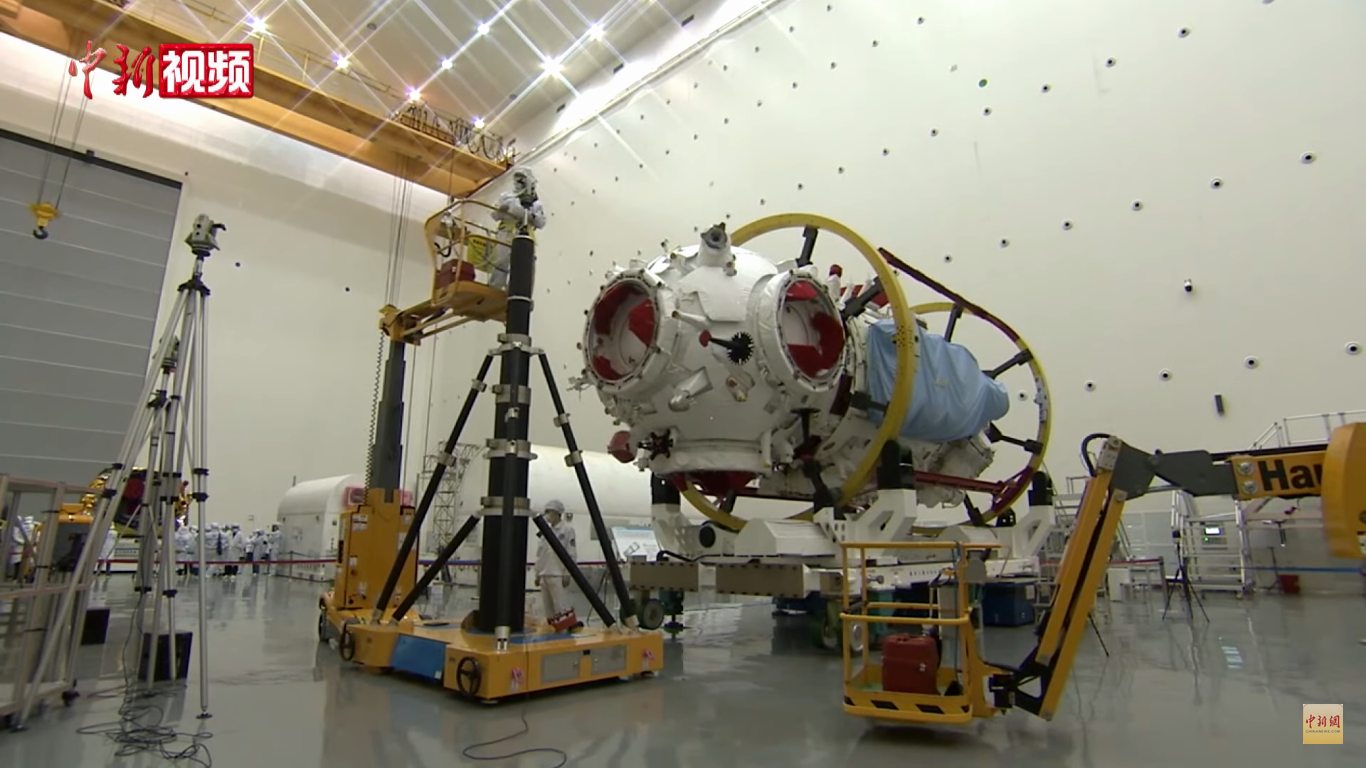
Salle blanche de la base avec le module Tianhe lancé le 29 avril 2021.

Contrairement aux trois autres bases de lancement chinoises qui reçoivent les éléments du lanceur par rail ce qui limite le diamètre des étages des fusées, Wenchang reçoit ceux-ci par la voie maritime. L'usine, qui fabrique notamment le premier étage du lanceur Longue Marche 5 de cinq mètres de diamètre, se situe en bord de mer dans la ville de Tianjin à une centaine de kilomètres de Pékin. Les éléments de fusée sont transportés par deux navires spécialisé de 9 000 tonnes de déplacement les Yuanwang 21 et 22 jusqu'au port de Qinglan situé à Sanya à quelques dizaines de kilomètres de la base puis transportés par route. Le centre de contrôle de la base est situé dans la ville de Wenchang. Deux stations de poursuite sont situées à Tongguling (près de Wenchang) et dans les Îles Paracels, un archipel situé au sud de Hainan que la Chine occupe militairement après en avoir chassé en 1974 les Vietnamiens. La direction de la base et les locaux d'habitation des employés de la base se situent à Haïkou, la capitale de l'île.

### Les complexes de lancement

#### Les pas de tir dédiés aux lanceursLongue Marche 5et7
Wenchang comprend début 2023 deux complexes de lancement :
- Le complexe de lancement 201 (19° 37′ 07″ N, 110° 57′ 20″ E ) permettant le lancement du nouveau lanceur moyen Longue Marche 7 dont le premier vol a eu lieu le 25 juin 2016, ainsi que de son dérivé Longue Marche 7A, et de la Longue Marche 8
- Le complexe de lancement 101 (19° 36′ 52″ N, 110° 57′ 04″ E ) permettant l'assemblage et le tir du nouveau lanceur lourd Longue Marche 5 dont le premier vol depuis cette base a lieu le 3 novembre 2016.

Les deux complexes présentent les mêmes caractéristiques. Le pas de tir proprement dit comprend une tour fixe ombilicale avec des carneaux pour évacuer les gaz et les flammes au décollage et quatre paratonnerres. La tour ombilicale dispose de bras amovibles pour permettre aux techniciens d'accéder au lanceur et à sa charge utile et de l'inspecter. Les pas de tir de Wenchang sont les premiers en Chine à disposer d'un système d'atténuation des vibrations utilisant le déversement de grandes quantités d'eau lorsque les moteurs sont mis à feu. Les bâtiments d'assemblage hauts de 99,4 mètres sont fixes et disposent d'un hall permettant d'assembler le lanceur en position verticale. Celui-ci est posé sur une plateforme de lancement mobile qui circule sur deux voies ferrées écartées de 20 mètres. Le lanceur est ainsi convoyé sur sa plateforme jusqu'au pas-de-tir distant d'environ 2,8 km.

#### Les pas de tir du Centre de lancement commercial de Hainan
Le Centre de lancement commercial de Hainan est un ensemble de quatre pas de tir situés environ deux kilomètres à l'ouest des installations existantes et qui doit comprendre quatre pas de tir dont deux sont dédiés aux lanceurs utilisant une propulsion à ergols liquides et deux à ceux utilisant une propulsion à propergol solide. Chacun de ces pas de tir est conçu pour permettre au minimum 16 lancements par an :
- Le pas de tir LCC-1 est en cours d'achèvement en mai 2023 et doit être inauguré en juin 2024[Passage à actualiser]. Il doit permettre le tir de lanceurs à ergols liquides développées par des sociétés privées (Hyperbola-2 d'iSpace, la Tianlong-2 de Space Pioneer, la Pallas de Galactic Energy ou le Nebula 1 de Deep Blue Aerospace) mais également le lancement de la fusée Longue Marche 8 (en particulier sa version réutilisable) développée par le conglomérat d'état CASC. Le premier tir à partir de ce complexe de lancement est prévu en juin 2024[Passage à actualiser].
- Le pas de tir LCC-2 également dédié aux lanceurs à ergols liquides doit également devenir opérationnel en 2024.
- Deux pas de tir seront utilisés pour le tir des lanceurs à propergol solide comme les Jielong-3 et Zhongke-1A.

#### Complexes de lancement des lanceurs géants
Les travaux ont débuté en 2023 pour la construction des ensembles de lancement qui seront utilisés pour tirer les futures fusées géantes chinoises Longue Marche 9 et Longue Marche 10.

### Premiers vols
Plusieurs missions importantes ont décollé de la base :
- le 25 juin 2016, un lanceur Longue Marche 7 effectue son vol inaugural en plaçant en orbite notamment une maquette fonctionnelle d'un futur vaisseau spatial[4]
- le 3 novembre 2016, la fusée Longue Marche 5 effectue son premier vol
- Le 20 avril 2017, le premier vaisseau cargo chinois, Tianzhou 1, est lancé par une CZ-7
- Le 16 mars 2020, le premier vol de la version améliorée Longue Marche 7A
- Le 5 mai 2020, le premier vol de la version Longue Marche 5B
- Le 22 décembre 2020, le premier vol de la Longue Marche 8
- Le 29 avril 2021, l'envoi du premier module de la SSC, Tianhe, par une CZ-5